# Empoasca fletcheri
Empoasca fletcheri är en insektsart som beskrevs av Irena Dworakowska 1984. Empoasca fletcheri ingår i släktet Empoasca och familjen dvärgstritar. Inga underarter finns listade i Catalogue of Life.